# HMS Minotaur (1793)
Pour les autres navires du même nom, voir HMS Minotaur.
Le HMS Minotaur est un navire de 3e rang de 74 canons en service dans la Royal Navy. Lancé le 6 novembre 1793 à Woolwich, il participe à trois grandes batailles : bataille d'Aboukir, la bataille de Trafalgar et la bataille de Copenhague. Il est perdu en mer le 22 décembre 1810.

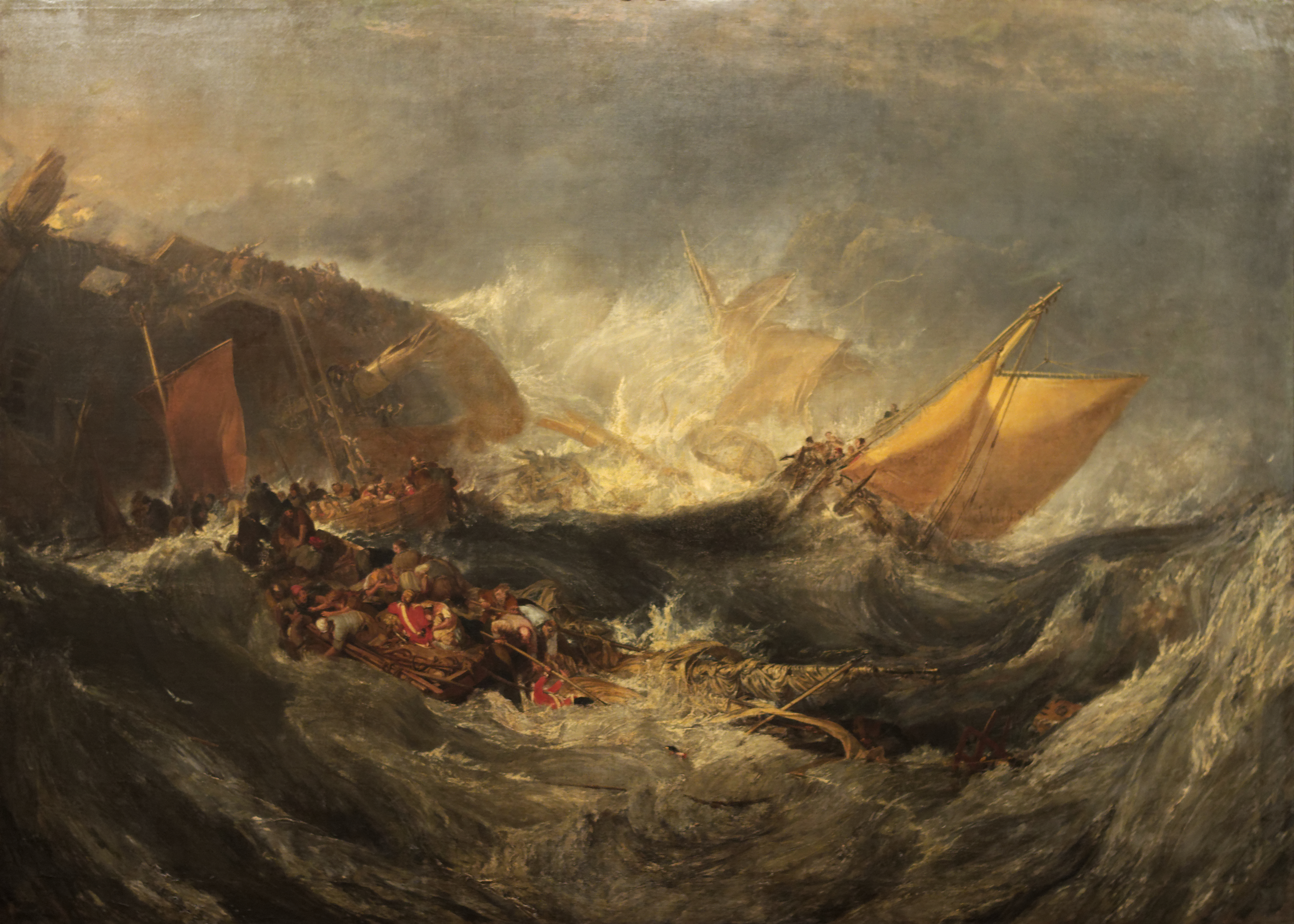
Le naufrage du Minotaur, Joseph Mallord William Turner.